# Commissie-Jenkins
De Commissie-Jenkins is de Europese Commissie die functioneerde van 1977 tot 1981. Zij telde 13 leden. Zij werd opgevolgd door de Commissie-Thorn.
| Eurocommissaris                  | Eurocommissaris        | Eurocommissaris                     | Portefeuille              | Termijn                         | Nationale partij | Europese politieke Partij | Land                     |
| -------------------------------- | ---------------------- | ----------------------------------- | ------------------------- | ------------------------------- | ---------------- | ------------------------- | ------------------------ |
|                                  | Roy Jenkins            | Roy Jenkins (1920–2003)             | Voorzitter                | 6 januari 1977 – 5 januari 1981 | Lab              | PES                       | Verenigd Koninkrijk      |
|                                  | Francois Xavier Ortoli | François- Xavier Ortoli (1925–2007) | Vicevoorzitter            | 6 januari 1977 – 5 januari 1981 | RPR              | EVP                       | Frankrijk                |
| Financiën                        | Francois Xavier Ortoli | François- Xavier Ortoli (1925–2007) |                           | 6 januari 1977 – 5 januari 1981 | RPR              | EVP                       | Frankrijk                |
| Economische Zaken                | Francois Xavier Ortoli | François- Xavier Ortoli (1925–2007) |                           | 6 januari 1977 – 5 januari 1981 | RPR              | EVP                       | Frankrijk                |
| Investeringen                    | Francois Xavier Ortoli | François- Xavier Ortoli (1925–2007) |                           | 6 januari 1977 – 5 januari 1981 | RPR              | EVP                       | Frankrijk                |
|                                  | Wilhelm Haferkamp      | Wilhelm Haferkamp (1923–1995)       | Vicevoorzitter            | 6 januari 1977 – 5 januari 1981 | SPD              | PES                       | Bondsrepubliek Duitsland |
| Externe Betrekkingen             | Wilhelm Haferkamp      | Wilhelm Haferkamp (1923–1995)       |                           | 6 januari 1977 – 5 januari 1981 | SPD              | PES                       | Bondsrepubliek Duitsland |
| Handel                           | Wilhelm Haferkamp      | Wilhelm Haferkamp (1923–1995)       |                           | 6 januari 1977 – 5 januari 1981 | SPD              | PES                       | Bondsrepubliek Duitsland |
|                                  | Henk Vredeling         | Henk Vredeling (1924–2007)          | Vicevoorzitter            | 6 januari 1977 – 5 januari 1981 | PvdA             | PES                       | Nederland                |
| Sociale Zaken                    | Henk Vredeling         | Henk Vredeling (1924–2007)          |                           | 6 januari 1977 – 5 januari 1981 | PvdA             | PES                       | Nederland                |
| Werkgelegenheid                  | Henk Vredeling         | Henk Vredeling (1924–2007)          |                           | 6 januari 1977 – 5 januari 1981 | PvdA             | PES                       | Nederland                |
|                                  | Finn Olav Gundelach    | Finn Olav Gundelach (1925–1981)     | Vicevoorzitter            | 6 januari 1977 – 5 januari 1981 | O                | O                         | Denemarken               |
| Landbouw                         | Finn Olav Gundelach    | Finn Olav Gundelach (1925–1981)     |                           | 6 januari 1977 – 5 januari 1981 | O                | O                         | Denemarken               |
| Visserij                         | Finn Olav Gundelach    | Finn Olav Gundelach (1925–1981)     |                           | 6 januari 1977 – 5 januari 1981 | O                | O                         | Denemarken               |
|                                  | Lorenzo Natali         | Lorenzo Natali (1922–1989)          | Vicevoorzitter            | 6 januari 1977 – 5 januari 1981 | DC               | EVP                       | Italië                   |
| Uitbreiding                      | Lorenzo Natali         | Lorenzo Natali (1922–1989)          |                           | 6 januari 1977 – 5 januari 1981 | DC               | EVP                       | Italië                   |
| Milieuzaken                      | Lorenzo Natali         | Lorenzo Natali (1922–1989)          |                           | 6 januari 1977 – 5 januari 1981 | DC               | EVP                       | Italië                   |
|                                  | Étienne Davignon       | Étienne Davignon (1932)             | Interne Markt             | 6 januari 1977 – 5 januari 1981 | O                | O                         | België                   |
| Industrie                        | Étienne Davignon       | Étienne Davignon (1932)             |                           | 6 januari 1977 – 5 januari 1981 | O                | O                         | België                   |
| Douane-unie                      | Étienne Davignon       | Étienne Davignon (1932)             |                           | 6 januari 1977 – 5 januari 1981 | O                | O                         | België                   |
|                                  | Christopher Tugendhat  | Christopher Tugendhat (1937)        | Begroting                 | 6 januari 1977 – 5 januari 1981 | Con              | EVP                       | Verenigd Koninkrijk      |
| Financieel Toezicht              | Christopher Tugendhat  | Christopher Tugendhat (1937)        |                           | 6 januari 1977 – 5 januari 1981 | Con              | EVP                       | Verenigd Koninkrijk      |
| Financiële Diensten              | Christopher Tugendhat  | Christopher Tugendhat (1937)        |                           | 6 januari 1977 – 5 januari 1981 | Con              | EVP                       | Verenigd Koninkrijk      |
|                                  |                        | Raymond Vouel (1923–1987)           | Mededinging               | 6 januari 1977 – 5 januari 1981 | LSAP             | PES                       | Luxemburg                |
|                                  |                        | Richard Burke (1932–2016)           | Fiscale Zaken             | 6 januari 1977 – 5 januari 1981 | FG               | EVP                       | Ierland                  |
| Vervoer                          |                        | Richard Burke (1932–2016)           |                           | 6 januari 1977 – 5 januari 1981 | FG               | EVP                       | Ierland                  |
| Consumentenbescherming           |                        | Richard Burke (1932–2016)           |                           | 6 januari 1977 – 5 januari 1981 | FG               | EVP                       | Ierland                  |
| Onderwijs                        |                        | Richard Burke (1932–2016)           |                           | 6 januari 1977 – 5 januari 1981 | FG               | EVP                       | Ierland                  |
| Interinstitutionele Betrekkingen |                        | Richard Burke (1932–2016)           |                           | 6 januari 1977 – 5 januari 1981 | FG               | EVP                       | Ierland                  |
|                                  | Guido Brunner          | Guido Brunner (1930–2007)           | Energie                   | 6 januari 1977 – 5 januari 1981 | FDP              | ALDE                      | Bondsrepubliek Duitsland |
| Onderzoek en Wetenschap          | Guido Brunner          | Guido Brunner (1930–2007)           |                           | 6 januari 1977 – 5 januari 1981 | FDP              | ALDE                      | Bondsrepubliek Duitsland |
| Euratom                          | Guido Brunner          | Guido Brunner (1930–2007)           |                           | 6 januari 1977 – 5 januari 1981 | FDP              | ALDE                      | Bondsrepubliek Duitsland |
|                                  | Antonio Giolitti       | Antonio Giolitti (1915–2010)        | Regionaal Beleid          | 6 januari 1977 – 5 januari 1981 | PSI              | PES                       | Italië                   |
|                                  | Claude Cheysson        | Claude Cheysson (1920–2012)         | Ontwikkelingssamenwerking | 6 januari 1977 – 5 januari 1981 | PS               | PES                       | Frankrijk                |